# Polystichtis crispus
Polystichtis crispus är en fjärilsart som beskrevs av Pieter Cramer 1777. Polystichtis crispus ingår i släktet Polystichtis och familjen Riodinidae. Inga underarter finns listade i Catalogue of Life.